# Висока девојка
Висока девојка (енгл. Tall Girl) амерички је тинејџерски љубавно-хумористички филм из 2019. године, Зинге Стјуарт, по сценарију Сема Вулфсона. Главне улоге глуме Ава Мишел, Грифин Глук, Сабрина Карпентер, Парис Берелк, Лук Ајзнер, Клара Вилси, Ањелика Вошингтон, Рико Парис, Анџела Кинси и Стив Зан. Филм је објављен 13. септембра 2019. године, дистрибутера Netflix-а.

## Радња
Џоди Крајман је висока 1,87 m. Од своје треће године је превисока за свој узраст, због чега је цео живот била несигурна. Ученици је стално питају, „какво је време горе?”. Насупрот томе, Џодина старија сестра, Харпер, просечне је висине и вишеструка је победница на изборима лепоте. Џек Данклман, њен стари пријатељ, често је позива да изађу, али она се оклева, делом зато што је он много нижи од ње.
Стиг Молин, шведски ученик на размени, придружује се Џодином часу и она је одмах заинтересована, као и већина девојчица у њеној школи. Међутим, Кими Стичер, девојка која ју је мучила цели живот, почиње да му показује околину. Данклман је узнемирен када сазна да ће Стиг остати у његовој кући као домаћинска породица. Џоди тражи Харперину помоћ да је Стиг примети. Харпер и њихова мајка јој помажу у потпуном преображају.
Кими и Шнипер из шале позову телефоном Џоди, претварајући се да је Стиг и питајући је да му буде пратиља на пролећном плесу. На Фаридину фрустрацију, Џоди се крије у купатилу да би избегла Кими. Налетевши на Стига како свира клавир, он је охрабрује да свира, а они певају дует „I've Never Been in Love Before” из мјузикла Момци и девојке.
Џоди открива да је њен отац организовао састанак клуба Тип топери (клуб високих људи) у њиховој кући, што њу узнемирује. Стиг зове, и у почетку, мислећи да је то још једна шала, она виче на њега, али он је позива да гледају мјузикл. Она се појављује у Данклмановој кући, а он постаје љубоморан када схвати да је она ту да види Стига. Он им непрестано прекида вече, али док Стиг прати Џоди кући, они се љубе. Касније, осећајући се кривим, Стиг пита Данклмана за савет, а он му каже да се фокусира на то да буде са Кими. Џоди се наљути на Данклмана када ово сазна.
У међувремену, друга девојка—Лиз—пита Данклмана за састанак. Шнипер је сада заинтересован за Џоди, па је натерао Кими да је замоли да им се придружи у бекству из просторије; Џоди одустаје од концерта са Фаридом. У бекству из просторије, љубе се у паровима: Џоди и Шнипер, Кими и Стиг, Данклман и Лиз, све док Џоди не постане фрустрирана и не оде. Љубоморан, Стиг разговара са Џоди и пристаје да иде на састанак на Харперино такмичење. Харпер побеђује, али Стиг се не појављује. На Данклемановој забави, Стиг објашњава да је изгубио појам о времену помажући Данклману да припреми забаву.
Данклеман одбија Лиз када га она позове на пролећни плес. Он даје Џоди штикле на платформе да се извини што је лош пријатељ. Џоди добија видео-запис након што је напустила забаву. Стиг се претварао да Џоди има неузвраћену љубав према њему. Заузимајући се за Џоди, Данклман га је испрозивао. Затим се потукао песницама са Шнипером.
На пролећном плесу, Кими и Стиг су крунисани као краљица и краљ плеса, али он раскине с њом. Џоди стиже у штиклама које јој је Данклман дао и одржава говор, изражавајући новопронађено поверење у себе. Стиг позива Џоди да изађу, али га она одбија. Она разговара са Данклманом: он открива разлог зашто увек носи гајбу за млеко. Он стоји на њој и нагиње се да је пољуби.

## Улоге
| Глумац               | Улога              |
| -------------------- | ------------------ |
| Ава Мишел            | Џоди Крајман       |
| Грифин Глук          | Џек Данклман       |
| Лук Ајзнер           | Стиг Молин         |
| Клара Вилси          | Кими Стичер        |
| Сабрина Карпентер    | Харпер Крајман     |
| Парис Берелк         | Лиз                |
| Рико Парис           | Шнипер             |
| Ањелика Вошингтон    | Фарида             |
| Анџела Кинси         | Халејн Крајман     |
| Стив Зан             | Ричи Крајман       |
| Брија Кондон         | Кристал Спиц       |
| Шејн Гилбо           | Боб Брикман        |
| Кристина Мозес       | Нина Данклман      |
| Ендру Бродер         | Вил                |
| Џејсон Роџел         | др Сеџер           |
| Грален Брајант Бенкс | директор О’Саливан |
| Кели Мурта           | гђа Нови           |

## Продукција
У новембру 2018. године, објављено је да ће Netflix по четврти пут сарађивати са Макџијем из Wonderland Sound and Vision-а на филму Висока девојка, а Зинга Стјуарт потписује режију. У јануару 2019, Ава Мишел, Грифин Глук, Лук Ајзнер, Сабрина Карпентер, Парис Берелк, Стив Зан, Анџела Кинси, Ањелика Вошингтон, Клара Вилси и Рико Парис придружили су се као глумачка екипа филма.
Снимање је почело у јануару 2019. у Њу Орлеансу, а завршено је у марту 2019. године.

## Објављивање
Филм је објављен 13. септембра 2019. године. Дана 17. октобра 2019, Netflix је објавио да је филм погледао преко 41 милион гледалаца након објављивања на платформи.

## Пријем
На веб-сајту агрегатора рецензија, Rotten Tomatoes, филм има оцену одобравања од 38% на основу 13 рецензија и просечну оцену 5,4/10. Консензус критичара сајта гласи: „Иако је понекад шармантна, Висока девојка је углавном неинспирисана тинејџерска комедија која не успева да унесе ништа ново у жанр.”

## Наствак
је 1. децембра 2020. известио да је Висока девојка 2 у припреми на Netflix-у, а Мишел ће се вратити као Џоди заједно са већином споредних улога. Наставак ће наводно „пратити Џоди као популарну девојку након њеног доласка на власт у првом филму. Међутим, она почиње да осећа притисак популарности који изазива проблеме у њеној вези са Данклманом.” Извештаји кажу да ће се Сем Вулфсон вратити да напише сценарио, али Зинга Стјуарт још увек није потписана за режију. Снимање је почело у априлу 2021.